# Janelle Monáe
Janelle Monáe Robinson (ur. 1 grudnia 1985 w Kansas City) – amerykańska piosenkarka, aktorka, tancerka, autorka tekstów i performerka. W muzyce łączy soul, jazz, R&B, hip hop i punk.

## Życiorys
Pochodzi z Kansas City, które szybko opuściła w poszukiwaniu muzycznych inspiracji. Udała się do Nowego Jorku, gdzie studiowała w The American Musical and Dramatics Academy. Po wyjeździe do Atlanty w 2003 nagrała i wydała debiutancki album pt. Audition. W 2005 nagrała z zespołem Outkast utwory „Call the Law” i „In Your Dreams”, które znalazły się na ścieżce dźwiękowej do filmu Idlewild (2006).
W 2007 wydała minialbum pt. Metropolis: Suite I (The Chase). 18 maja 2010 premierę miał jej album pt. The ArchAndroid (Suites II and III), który promowała singlami: „Come Alive (The War of the Roses)”, „Tightrope” (nagrany z Antwana Pattona) i „Cold War”. Choreografia z teledysku „Tightrope” została nominowana do nagród MTV Video Music Awards 2010 w kategorii Najlepsza choreografia.
Jest producentką i współzałożycielką wytwórni „The Wondaland Arts Society”. Wydała książkę autobiograficzną pt. „The Memory Librarian: And Other Stories of Dirty Computer” (2022).
W kwietniu 2022 dokonała coming outu jako osoba niebinarna.

## Filmografia
| Rok  | Tytuł                               | Rola                  | Uwagi                                     |
| ---- | ----------------------------------- | --------------------- | ----------------------------------------- |
| 2014 | Rio 2                               | dr Monae              | głos                                      |
| 2016 | Moonlight                           | Teresa                |                                           |
| 2016 | Ukryte działania                    | Mary Jackson          | Nagroda S.A.G dla najlepszej obsady filmu |
| 2017 | Philip K. Dick’s Electric Dreams    | Alexis                | Odcinek „Autofac”                         |
| 2018 | Witajcie w Marwen                   | Julie                 |                                           |
| 2019 | Paskudy. UglyDolls                  | Mandy (głos)          |                                           |
| 2019 | Harriet                             | Marie Buchanon        |                                           |
| 2019 | Lady and the Tramp                  | Peg (głos)            |                                           |
| 2020 | The Glorias                         | Dorothy Pitman Hughes |                                           |
| 2020 | Antebellum                          | Veronica              |                                           |
| 2022 | Glass Onion: Film z serii „Na noże” | Helen Brand           |                                           |

## Dyskografia

### Albumy studyjne
| Tytuł                                                                                      | Szczegóły | Najwyższa zanotowana pozycja | Najwyższa zanotowana pozycja | Najwyższa zanotowana pozycja | Najwyższa zanotowana pozycja | Najwyższa zanotowana pozycja | Najwyższa zanotowana pozycja | Najwyższa zanotowana pozycja | Najwyższa zanotowana pozycja | Najwyższa zanotowana pozycja | Najwyższa zanotowana pozycja |
| Tytuł                                                                                      | Szczegóły | US                           | US R&B/ H-H                  | AUS                          | CAN                          | DEN                          | GER                          | IRE                          | NL                           | SWI                          | UK                           |
| ------------------------------------------------------------------------------------------ | --- | ---------------------------- | ---------------------------- | ---------------------------- | ---------------------------- | ---------------------------- | ---------------------------- | ---------------------------- | ---------------------------- | ---------------------------- | ---------------------------- |
| The ArchAndroid                                                                            | - Wydany: 18 maja 2010 - Wydawnictwo muzyczne Bad Boy, Wondaland, Atlantic - Formats: CD, Dystrybucja cyfrowa, LP     | 17                           | 4                            | –                            | –                            | 15                           | 12                           | 24                           | 65                           | 36                           | 51                           |
| The Electric Lady                                                                          | - Wydany: 6 sierpnia 2013 - Wydawnictwo muzyczne: Bad Boy, Wondaland, Atlantic - Format: CD, dystrybucja cyfrowa, LP  | 5                            | 3                            | 22                           | 10                           | 11                           | 68                           | 7                            | 28                           | 30                           | 14                           |
| Dirty Computer                                                                             | - Wydany: 27 kwietnia 2018 - Wydawnictwo muzyczne Bad Boy, Wondaland, Atlantic - Formats: CD, dystrybucja cyfrowa, LP | 6                            | 4                            | 12                           | 8                            | 30                           | 29                           | 9                            | 20                           | 11                           | 8                            |
| „–” Album nie został uwzględniony w rankingu lub nie został wydany na terenie danego kraju | |                              |                              |                              |                              |                              |                              |                              |                              |                              |                              |

### Single
| Rok  | Singel                            | Album                               |
| ---- | --------------------------------- | ----------------------------------- |
| 2005 | Peachtree Blues                   | Singel bez albumu                   |
| 2006 | Lettin’ Go                        | Got Purp? Vol 2                     |
| 2007 | Violet Stars Happy Hunting!       | Metropolis: Suite I (The Chase)     |
| 2008 | Sincerely, Jane                   | Metropolis: Suite I (The Chase)     |
| 2008 | Many Moons                        | Metropolis: Suite I (The Chase)     |
| 2009 | Come Alive (The War of the Roses) | The ArchAndroid (Suites II and III) |
| 2010 | Tightrope (featuring Big Boi)     | The ArchAndroid (Suites II and III) |
| 2010 | Cold War                          | The ArchAndroid (Suites II and III) |

### Gościnne występy
- 2005 In „House” Sessions
- 2005 Broadcasting the Definition

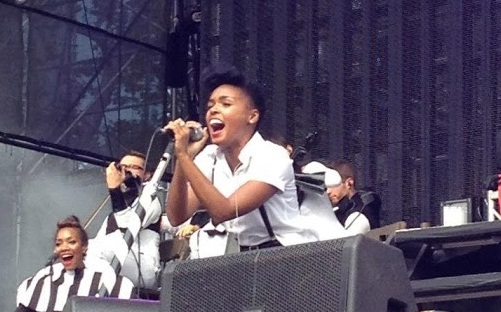
Janelle Monae w 2012

- 2005 Purple Ribbon All-Stars – Got Purp? Vol 2 (Time Will Reveal, Lettin’ Go)
- 2006 Outkast – Idlewild (Call the Law, In Your Dreams)
- 2009 Chester French – Jacques Jams, Vol. 1: Endurance (Mixtape) (Nerd Girl)
- 2009 Open Happiness
- 2010 B.o.B – B.o.B Presents: The Adventures of Bobby Ray (The Kids)
- 2010 Big Boi – Sir Lucious Left Foot: The Son of Chico Dusty (Be Still)
- 2010 Of Montreal – False Priest (Our Riotous Defects, Enemy Gene)
- 2011 Fun – We Are Young
- 2015 Grimes – Art Angels (Venus Fly)

## Nagrody i nominacje
| Rok  | Nagroda                     | Kategoria                                       | Rezultat  |
| ---- | --------------------------- | ----------------------------------------------- | --------- |
| 2009 | Grammy Awards               | Best Urban/Alternative Performance (Many Moons) | nominacja |
| 2010 | ASCAP Awards                | Vanguard Award                                  | wygrana   |
| 2010 | MTV Video Music Awards      | Best Choreography (Tightrope)                   | nominacja |
| 2010 | 2010 MTV Video Music Brazil | Aposta Internacional (International Bet)        | nominacja |